# Clé 1: Miroh
Clé 1: Miroh (estilizado como Clé 1 : MIROH) es el cuarto extended play (EP) del grupo surcoreano Stray Kids. El EP fue lanzado física y digitalmente el 25 de marzo de 2019 por JYP Entertainment y distribuido mediante Iriver. El lanzamiento del EP estaba en conjunción con el primer aniversario del grupo. 
Con el sencillo del EP, "Miroh", Stray Kids consiguen su primer premio en el programa musical M Countdown.

## Promociones
Para promocionar el lanzamiento del EP, JYP Entertainment anunció el 7 de marzo de 2019 que Stray Kids haría una gira alrededor de Corea del Sur titulada "Hi-Stay Tour in Korea". El grupo visitó Busan, Daejeon e Incheon antes del lanzamiento y continuaron con un evento especial en Seoul el 4 de abril.

## Lista de canciones
Créditos sacados de Melon
Clé 1 : MIROH — EP digital

| N.º   | Título                           | Música                             | Escritor(es)                          | Arreglo                                 | Duración |  |
| 1.    | «Entrance»                       | Bang Chan (3Racha), Kairos, samUIL |                                       | Bang Chan (3Racha), Kairos, samUIL, K.O | 1:38     |  |
| 2.    | «Miroh»                          | 3Racha, Brian Atwood               | 3Racha                                | Brian Atwood, Bang Chan (3Racha)        | 3:27     |  |
| 3.    | «Victory Song» (승전가)          | 3Racha, earattack, Larmook         | Bang Chan (3Racha), Changbin (3Racha) | earattack, Larmook                      | 3:16     |  |
| 4.    | «Maze of Memories» (잠깐의 고요) | 3Racha, J;Key                      | 3Racha                                | J;Key, Bang Chan (3Racha)               | 2:55     |  |
| 5.    | «Boxer»                          | 3Racha, Glory Face, Jake K         | 3Racha                                | Glory Face, Jake K                      | 3:20     |  |
| 6.    | «Chronosaurus»                   | Bang Chan (3Racha), Kairos, samUIL | 3Racha                                | Kairos, samUIL, K.O                     | 3:18     |  |
| 7.    | «19»                             | Bang Chan (3Racha), Han (3Racha)   | Han (3Racha)                          | Bang Chan (3Racha)                      | 3:25     |  |
| 21:30 |                                  |                                    |                                       |                                         |          |  |

Clé 1 : MIROH — EP físico (bonus track)

| N.º   | Título       | Música                  | Escritor(es)            | Arreglo                       | Duración |  |
| 8.    | «Mixtape #4» | Stray Kids, Kim Woo-jin | Stray Kids, Kim Woo-jin | Versachoi, Bang Chan (3Racha) | 3:51     |  |
| 25:23 |              |                         |                         |                               |          |  |

## Posicionamiento en listas
| Listas (2019–20)                  | Mejor posición |
| --------------------------------- | -------------- |
| French Download Albums (SNEP)     | 47             |
| Hungarian Albums (MAHASZ)         | 19             |
| Japanese Albums (Oricon)          | 15             |
| South Korean Albums (Gaon)        | 1              |
| UK Digital Albums (OCC)           | 63             |
| US Heatseekers Albums (Billboard) | 13             |
| US World Albums (Billboard)       | 3              |

| Listas (2019)              | Mejor posición |
| -------------------------- | -------------- |
| South Korean Albums (Gaon) | 31             |

## Reconocimientos
Listas Semanales
| Crítico/Publicación | Lista                                                              | Canción        | Posición | Ref.   |
| ------------------- | ------------------------------------------------------------------ | -------------- | -------- | ------ |
| Buzzfeed            | Best K-pop Music Videos of 2019                                    | "Miroh"        | 5        | [ 13 ] |
| Elite Daily         | These Songs About Winning Are Perfect For Your Super Bowl Playlist | "Victory Song" | 13       | [ 14 ] |
| MTV                 | The Best K-pop B-sides of 2019                                     | "Chronosaurus" | 8        | [ 15 ] |

Premios en programas de música
| Canción | Programa           | Fecha              | Ref.   |
| ------- | ------------------ | ------------------ | ------ |
| "Miroh" | M Countdown (Mnet) | 4 de abril de 2019 | [ 16 ] |